# Aspidosiphonida
Aspidosiphonida is een orde in de taxonomische indeling van de Sipuncula (Pindawormen).

## Taxonomie
De Aspidosiphonida omvatten één familie, de Aspidosiphonidae, die drie geslachten omvat:
- Aspidosiphonidae
  - Aspidosiphon
  - Cloeosiphon
  - Lithacrosiphon